# Adrienne Avril de Sainte-Croix

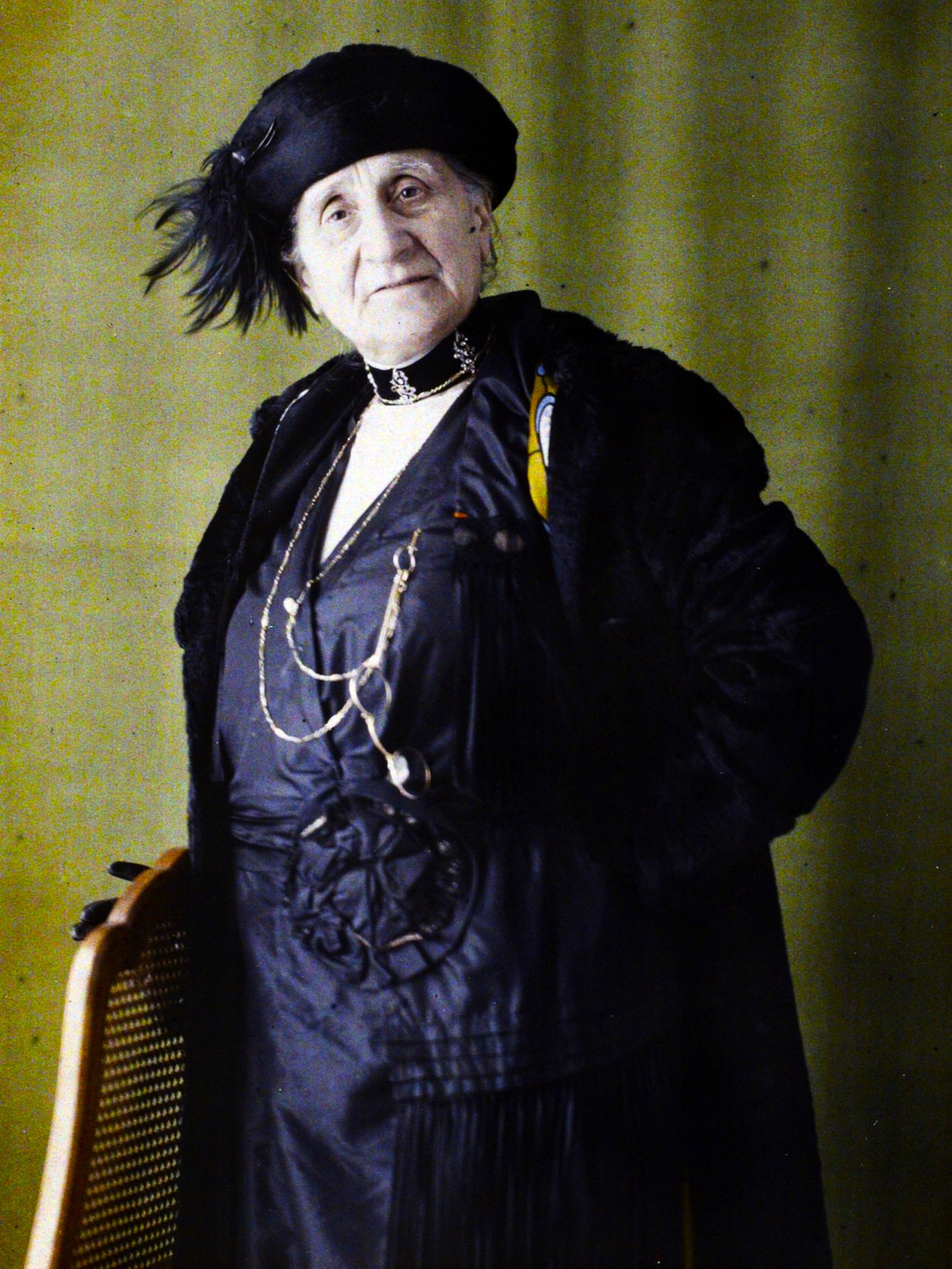
Adrienne Avril de Sainte-Croix 1923

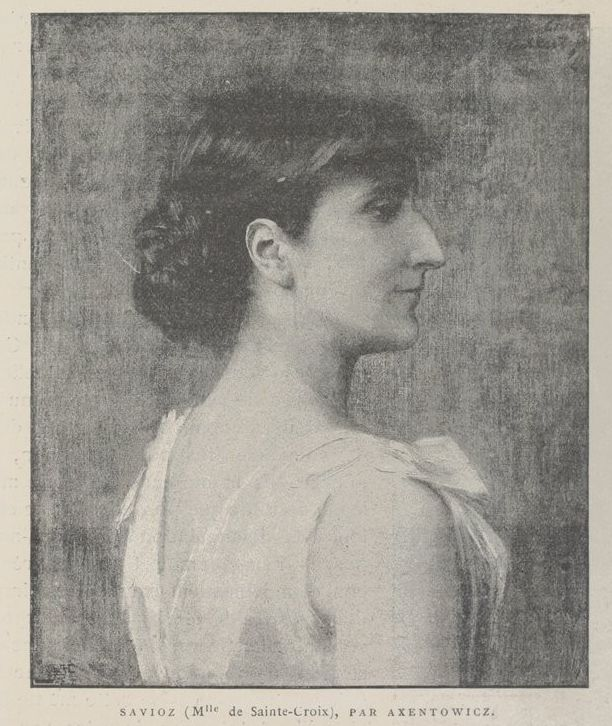
Portrait von Teodor Axentowicz

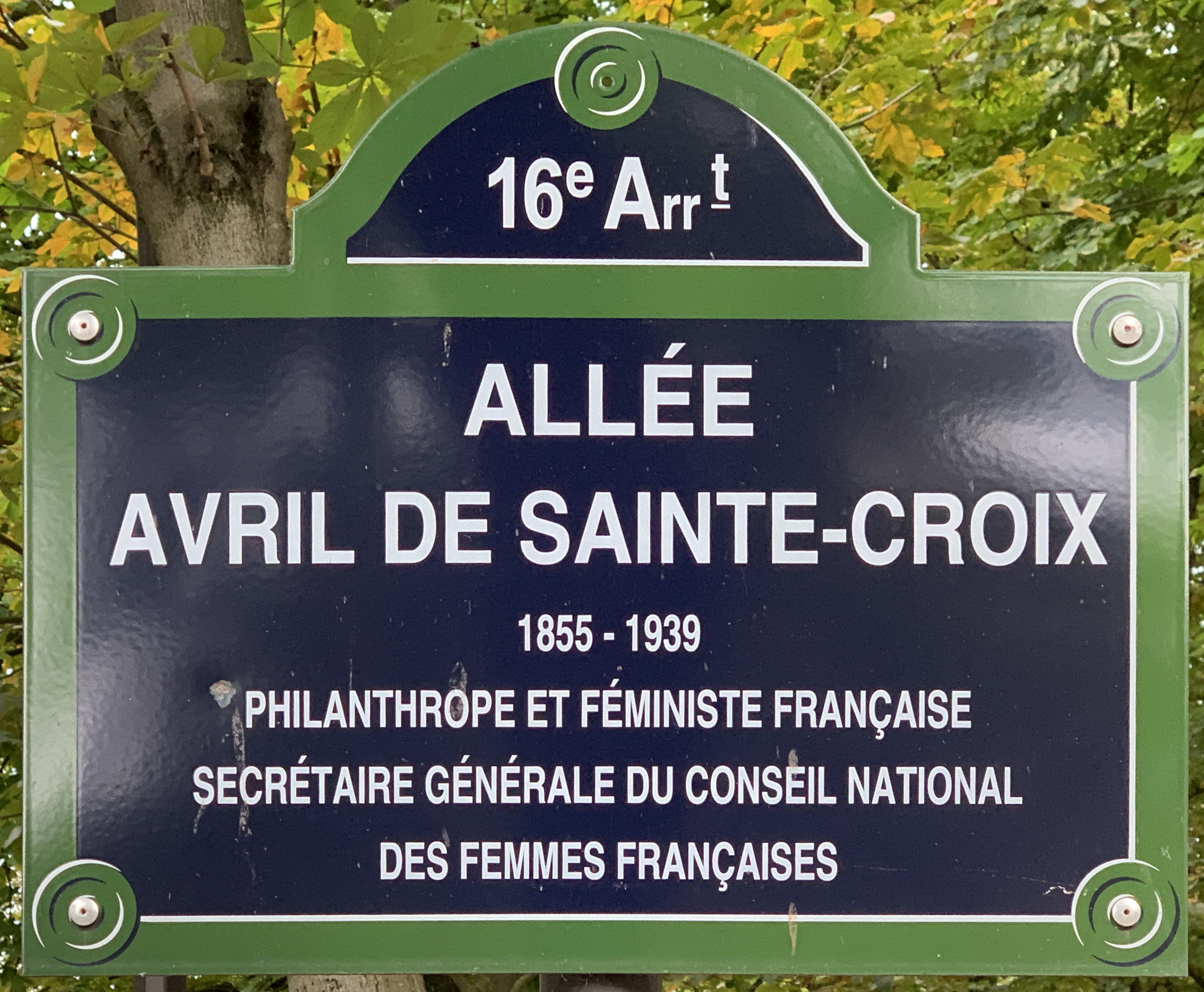
Allée Avril-de-Sainte-Croix in Paris

Adrienne Avril de Sainte-Croix, geboren als Adrienne Pierrette Eugénie (Ghenia) Glaisette, (* 10. Februar 1855 in Carouge (Schweiz); † 21. März 1939 in Menton) war eine französische Philanthropin, Schriftstellerin, Journalistin, Abolitionistin und Feministin während der Dritten Republik.

## Leben

### Frühe Jahre
Adrienne Glaisette wurde als Kind von Marc Glaisette und Marie-Louise Savuiz geboren. Ihr Vater entstammte einer Familie von Hugenotten aus Gap und war nach der Aufhebung des Edikts von Nantes in das schweizerische Waadt-Land gezogen. Dort erhielt die Familie das Bürgerrecht der Gemeinde Sainte-Croix. Dieser Ortsname Sainte-Croix – der auch der Name der katholischen Kirche in Adriennes Geburtsort Carouge ist – war wahrscheinlich der Ursprung des Pseudonyms, das sie sich später zulegte.
Sie sprach mehrere Sprachen und reiste viel. Ihr Porträt von Teodor Axentowicz wurde 1893 im Salon de Paris ausgestellt und in La jeune Dame veröffentlicht. Sie wurde in den Gesellschaftszeitungen erwähnt.
Avril de Sainte-Croix ließ sich in den 1880er Jahren in Paris nieder. Sie war Schriftstellerin, Journalistin, Autorin von Kurzgeschichten und Kolumnen unter dem Pseudonym Savioz und arbeitete unter anderem für den Figaro, L'Éclair und Le Siècle, wo sie sich für Alfred Dreyfus einsetzte. Am 17. Mai 1900 heiratete sie in Paris den geschiedenen Ingenieur François Avril. Obwohl sie Protestantin war und sich im protestantisch-philanthropischen Milieu bewegte, scheint sie keine praktizierende Christin gewesen zu sein. Als Freidenkerin gehörte sie der von Maria Deraismes und Georges Martin gegründeten Loge Le Droit Humain an.

### Abolition
In den 1890er Jahren begann sie, an der Konferenz von Versailles teilzunehmen, einem jährlichen Treffen protestantischer Frauenhilfswerke, auf dem Vertreterinnen sozialreformerischer Gruppen gegen Pornographie, Alkoholismus und Prostitution sprachen. Dadurch wurde sie in die Kampagne zur Abschaffung der staatlich reglementierten Prostitution einbezogen. Ab Ende der 1890er Jahre begann sie, journalistische Recherchen über die Notlage von Prostituierten und arbeitenden Frauen zu veröffentlichen. 1897 wurde sie Mitarbeiterin der von Marguerite Durand gegründeten Frauenzeitschrift La Fronde. Sie war empört über die Situation der Frauen im Gefängnis Saint-Lazare und veröffentlichte in der Zeitung eine Reihe von Artikeln. Im selben Jahr reiste sie mit Louise Michel zum Kongress der Abolitionist Federation nach London, an dem auch Isabelle Bogelot, eine Delegierte des Œuvre des libérées de Saint-Lazare (Werk der Befreiten von Saint-Lazare), und die Abolitionistin Josephine Butler teilnahmen.
Sie wurde auch Zeugin von Zwangsheiraten von Frauen mit entlassenen Strafgefangenen, die von der Justiz verurteilt und nach Neukaledonien deportiert worden waren. Im Oktober 1898 prangerte sie diese Zustände in einem Artikel in La Fronde unter dem Pseudonym Mme Hagen an.
Avril de Sainte-Croix kämpfte gegen die Prostitution: 1901 gründete sie das Œuvre libératrice (Befreiendes Werk), einen Verein zur Besserung und Wiedereingliederung junger Mädchen, der am 28. Juni 1913 als gemeinnützig anerkannt wurde. Nach dem Vorbild der Patronage des libérées von Isabelle Bogelot oder von Sarah Monod ging es darum, von der Prostitution betroffene Frauen materiell und moralisch zu unterstützen. So richtete sie in Épernon Kinderheime, medizinische Ambulanzen, eine Berufsschule und sogar eine Landwirtschaftsschule ein. Zu den Wohltätern des Vereins gehören die Hauptakteure des Nationalrats der französischen Frauen (Conseil national des femmes françaises): Gabrielle Alphen-Salvador, Sarah Monod und ihr Cousin Henri Monod, Direktor der öffentlichen Fürsorge, Julie Siegfried und ihr Ehemann, der Abgeordnete Jules Siegfried.

### Politik und Mitgliedschaften
Sainte-Croix leitete ab 1900 viele Jahre lang den französischen Zweig der Internationalen Abolitionistischen Föderation (IAF) und von 1901 bis 1922 war sie Generalsekretärin des Nationalrats der französischen Frauen. Sie kümmerte sich um die Beziehungen zwischen den verschiedenen Sektionen, die Verbindung zwischen dem Nationalrat und den regionalen Sektionen, die Organisation öffentlicher Versammlungen und die Beziehungen zum Internationalen Frauenrat und anderen ausländischen Vereinigungen. 1922 übernahm sie von Julie Siegfried den Vorsitz des Nationalrates. Sie war es auch, die 1929 die Generalstände des Feminismus ins Leben rief, deren Ehrenkomitee Aristide Briand, Raymond Poincaré und Ferdinand Buisson, der kurz zuvor den Friedensnobelpreis erhalten hatte, angehörten. 1932 trat sie aus gesundheitlichen Gründen zurück und überließ Marguerite Pichon-Landry den Vorsitz, nicht ohne zuvor per Akklamation zur Ehrenpräsidentin gewählt worden zu sein.
Als 1903 Sittenpolizisten irrtümlich zwei junge Mädchen verhafteten, protestierten Feministinnen und Abolitionisten erneut gegen die Doppelmoral und forderten Reformen. Innenminister und Ratspräsident Émile Combes setzte eine außerparlamentarische Kommission ein, der mit Avril de Sainte-Croix erstmals eine Frau angehörte. In ihrem 1907 veröffentlichten Werk Le Féminisme (Der Feminismus) berichtete sie, dass sie trotz dieser ungewohnten Rolle keine allzugroßen Widerstände erfahren habe. Neben ihr saßen einige Senatoren, die die Rechte der Frauen unterstützten, wie Jean Cruppi, Francis de Pressensé und Paul Strauss. Nach vierjähriger Arbeit kam die Kommission „zu einem Gesetzesentwurf, der im Wesentlichen für Frau und Mann nur die Rückkehr zum allgemeinen Recht forderte“ und die Prostitution verurteilte.
1913 übernahm sie den Vorsitz eines Unterausschusses zur Bekämpfung der Prostitution und der Geschlechtskrankheiten. Die Regierung wandte sich 1921 erneut an sie, als sie zur Berichterstatterin der Internationalen Konferenz der Liga des Roten Kreuzes über die Bekämpfung der Geschlechtskrankheiten ernannt wurde. Sie war auch Mitglied der Coulon-Chavagnes-Kommission (1905–1907), die die Ungleichheit der Ehegesetze und die Unfähigkeit der Ehefrauen zu handeln untersuchte.
1916 wurden Adrienne Avril de Sainte-Croix und Julie Siegfried mit dem Aufbau der Frauenabteilung des Musée social beauftragt. Die Zusammenarbeit zwischen dem Conseil National des Femmes Françaises und der Regierung setzte sich fort, als das Rüstungsministerium ein Komitee für Frauenarbeit einrichtete, dessen zehn Mitglieder aus dieser Frauenabteilung des Musée Social stammten. Dieses Komitee, dem auch Avril de Sainte-Croix angehört, hatte die Aufgabe, die Situation der Arbeiterinnen in den Kriegsfabriken zu untersuchen. Eines der Ergebnisse war die Ausarbeitung eines Mindestlohns für Heimarbeiterinnen. Gleichzeitig gründete Avril de Sainte-Croix die Foyers-cantines für Fabrikarbeiterinnen (nach dem Ersten Weltkrieg die Foyers féminins de France): Die Frauen erhielten Mahlzeiten, Ruheräume und andere Hilfsangebote.
Avril de Sainte-Croix engagierte sich über die Grenzen Frankreichs hinaus. Sie stand Josephine Butler nahe, deren Kampf für die Abschaffung der Sklaverei sie teilte, und war auch mit Ishbel Maria Hamilton-Gordon, der Präsidentin des Internationalen Frauenrats, und Emma Pieczynska-Reichenbach befreundet. 1898 leitete sie die Sektion „Einheit der Moral“ des Internationalen Frauenrats und wurde 1930 erste Vizepräsidentin der Organisation. Sie setzte sich für die Gründung von Nationalräten in Griechenland, der Türkei, Polen, der Tschechoslowakei und Österreich ein und wurde 1918 gemeinsam mit Julie Siegfried Schirmherrin des Frauenrats in Paraguay.
Sie nahm an Kongressen in London, Berlin, Genf, Rom, Kristiana (Oslo), Bukarest, Wien, Spanien und den USA teil und hielt dort Vorträge.
Aufgrund ihres internationalen Ansehens wurde sie nach dem Krieg zur Delegierten der internationalen Frauenverbände beim Völkerbund ernannt. Dort war sie zuständig für Fragen der Prostitution, des Frauen- und Kinderhandels und der Prophylaxe von Geschlechtskrankheiten.
Ihre Arbeit wurde mit dem Orden der Ehrenlegion gewürdigt: Mit Dekret vom 8. Oktober 1920 wurde sie zur Ritterin und am 1. Juli 1931 zum Offizier ernannt. Außerdem wurde sie mit den großen Goldmedaillen für Fürsorge und Hygiene ausgezeichnet.
Sie war zu Lebzeiten die französische Feministin mit der größten internationalen Ausstrahlung und starb am 21. März 1939 im Alter von 84 Jahren in Menton.

## Werke
- Les Aventures de Toto, suivi de Histoire de Biribi. Libr.-impr. réunies 1895.
- Contes russes. Libr.-impr. réunies 1895.
- Les Crimes d'un perroquet... Libr.-impr. réunies 1896.
- Le Féminisme, V. Giard et E. Brière 1907.
- L’Esclave blanche, discours prononcés le 15 avril 1913 à l’Hôtel des Sociétés savantes contre la réglementation de la prostitution. Alençon: A. Coueslant 1913.
- L’Education sexuelle. Preface by M. le professeur Pinard. Paris: F. Alcan. 1918.
- mit Ferdinand Buisson; Camille Guy: Pauline Kergomard (1838–1925). Laval: Impr. de Barnéoud. 1926.